# Dumitru Penciuc
Dumitru Penciuc (n. 6 august 1925, satul Tudora, județul Botoșani - d. 27 mai 2011, București) a fost un general de armată român, care a îndeplinit funcția de secretar de stat în Ministerul de Interne (1991).

## Studii și cariera în Trupele de Securitate
Dumitru Penciuc s-a născut la data de 6 august 1925, în localitatea Tudora, județul Botoșani. A luptat în cel de-al doilea război mondial ca voluntar în Regimentul 11 Roșiori (1942) din Cernăuți și mai apoi ca radiotelegrafist în cadrul Diviziei 8 Cavalerie - Escadronul de transmisiuni, obținând gradul de caporal T.R.
A urmat cursurile Școlii de Ofițeri de Jandarmi (1946-1948), absolvite în noiembrie 1948 ca șef de promoție. După absolvire, a fost avansat la gradul de sublocotenent (noiembrie 1948) și numit comandant de companie (1948-1952). Timp de un an urmează cursul de comandanți de unități (1952-1953), absolvit iarăși ca șef de promoție și este înaintat la gradul de căpitan (1953).
Este remarcat pentru calificativele obținute la cursuri și numit ca lector la Centrul de Instrucție Cadre a Trupelor de Securitate din Botoșani (1953), apoi șef Birou P.L. și comandant de batalion la Regimentul 1 Securitate București (1953-1955).
În anul 1956, este trimis la studii, cu aprobarea Direcției Generale Politice a MAI, la Institutul MAI Felix Dzerjinski (Felix cel de fier), din URSS, pe care le finalizează în anul 1960 și este înaintat imediat la gradul de maior. Acest institut de învățământ politic sovietic a pregătit generații întregi de KGB-iști. Aici a fost coleg și prieten cu Drăghici Constantin, Manea Marin, Pleșa Aristotel, Briceag Gheorghe, etc. Din anul 1964, a intrat în atenția organelor de contrainformații militare, alături de toți ofițerii care au urmat diferite forme de învățământ în URSS.
Revenit în România, îndeplinește funcțiile de prim-locțiitor al comandantului Școlii de Ofițeri M.I. Oradea (1960-1963), șef Secție Organizare - Mobilizare și șef Secție Pregătire de Luptă în Comandamentul Trupelor de Pază, șef Serviciu în Direcția Învățământ a M.I. (1968-1970). În această perioadă, este avansat la gradele de locotenent-colonel (1963) și colonel (1968).
Colonelul Dumitru Penciuc este numit apoi în funcția de șef de stat major al Comandamentului Trupelor de Pază (1970-1971) și al Comandamentului Trupelor de Securitate (1971-1984). În anul 1982 a obținut titlul de doctor în științe militare, cu o teză despre activitatea Jandarmeriei în război. Apoi, la data de 5 octombrie 1984, a fost trecut în rezervă cu gradul de colonel.
După trecerea în rezervă, colonelul Dumitru Penciuc a fost supravegheat de organele de securitate, interzicându-i-se accesul în unitățile Ministerului de Interne.
Conform declarațiilor unor personalități politice participante la Revoluția din decembrie 1989 și a unor consemnări în unele lucrări referitoare la revoluție, „la trecerea trupelor de securitate, chiar din primele momente ale acțiunilor populare, de partea acestora, un rol important l-a avut col. (rz.) Dumitru Penciuc”. Începând cu ziua de 22 decembrie 1989 el s-a aflat în principalele puncte fierbinți ale revoluției: Radiodifuziune, Televiziunea Română și sediul fostului Comitet Central al Partidului Comunist Român.
După 1989 a fost distins cu medalia și Brevetul de „Luptător cu merite deosebite în Revoluția din decembrie 1989”.

## Perioada de după Revoluție
La data de 19 ianuarie 1990, colonelul Dumitru Penciuc din Ministerul de Interne a fost înaintat la gradul de general-maior (cu 1 stea)  și numit în funcția de șef de stat major în I.G.P., fiind trecut în rezervă, în vederea pensionării la 20 februarie 1990.
A fost rechemat însă la 28 februarie 1990 în cadrele active ale Ministerului de Interne - Inspectoratul General al Poliției. fiind numit Comandant al Trupelor de Pază și Ordine din cadrul MAI (martie - aprilie 1990). Din aprilie 1990 a fost numit adjunct al ministrului și șef de Stat Major al Ministerului de Interne. În ianuarie 1991 a fost avansat la gradul de general-locotenent (cu două stele), iar în decembrie 1991, la vârsta de 66 de ani a fost trecut în rezervă.
În perioada 16 octombrie - 16 decembrie 1991, generalul Dumitru Penciuc a îndeplinit funcția de secretar de stat în Ministerul de Interne.
Generalul-locotenent în rezervă Dumitru Penciuc din Ministerul de Interne a fost înaintat la gradul de general-colonel (cu 3 stele) la 28 noiembrie 1994  și apoi la gradul de general de armată în retragere la 9 mai 2003.
În prezent, generalul de armată (r) Dumitru Penciuc este președintele Asociației Veteranilor de Război din Ministerul Administrației și Internelor și prim-vicepreședinte al Asociației Naționale a Veteranilor de Război.
El este învinuit în dosarul penal "Mineriada 13-15 iunie '90", sub acuzația de subminare a puterii de stat și instigare la lipsire de libertate.

## Decorații
Generalul Dumitru Penciuc a fost recompensat pentru fapte de arme cu medalii românești, cehoslovace și rusești, dintre care amintim:
- Ordinul „Apărarea Patriei” clasa a III-a (10 august 1964) „pentru merite deosebite în opera de construire a socialismului, cu prilejul celei de a XX-a aniversări a eliberării patriei”[8]
- Medalia „Virtutea Ostășească” clasa I (7 mai 1985) „pentru faptele de arme săvîrșite în războiul împotriva Germaniei hitleriste, cu prilejul aniversării a 40 de ani de la victoria asupra fascismului”[9]
- Ordinul Național "Serviciul Credincios" în grad de Ofițer (2000)
- Ordinul Național "Serviciul Credincios" în grad de Comandor (10 august 2004) - "în semn de apreciere pentru vitejia și curajul de care a dat dovadă în grelele bătălii purtate pe câmpurile de luptă ale celui de-al Doilea Război Mondial, făcând cinste glorioaselor tradiții ale Armatei Române" [10]

Generalul Dumitru Penciuc este cetățean de onoare al comunei Tudora, județul Botoșani precum și al orașelor Tăudărăi și Călărași.
A decedat la 27 mai 2011 la București.